# Saxifraga megacordia
Saxifraga megacordia är en stenbräckeväxtart som beskrevs av Cheng Yih Wu och H.Chuang. Saxifraga megacordia ingår i Bräckesläktet som ingår i familjen stenbräckeväxter. Inga underarter finns listade i Catalogue of Life.